# Giulio Alessandrini (1506-1590)
Pour les articles homonymes, voir Alessandrini et Giulio Alessandrini.
Giulio Alessandrini est un médecin, écrivain et poète trentin, né en 1506 à Trente et mort le 25 août 1590 probablement à Civezzano.

## Biographie
Giulio Alessandrini étudie la philosophie et la médecine à l'université de Padoue. Il est le médecin de l’empereur Ferdinand Ier, puis de Maximilien II à Rudolphe II.
Fervent admirateur de Claude Galien (131-201), il a traduit plusieurs de ses travaux en latin ou les a commenté.

## Œuvres
- De medicina et medico dialogus (Zurich, 1557).
- Salubrium, sive de sanitate tuenda, libri triginta tres (Cologne, 1575) — traité d'hygiène qui est en fait une compilation d'auteurs anciens.
- In Galeni præcipua scripta, annotationes quæ commentariorum loco esse possunt. Accessit Trita illa de theriaca quaestio (Bâle, 1581).
- Pædotrophia carmine (1559).
- Paedotrophia sive de puerorum educatione. Liber ab auctore recognitus. Ejusdem carmina alia (Trente, 1586).